# Campylomormyrus numenius
Campylomormyrus numenius es una especie de pez elefante eléctrico en la familia Mormyridae presente en la cuenca del Congo, y en el Río Ulindi. Es nativo de la República Democrática del Congo y la República Centroafricana; puede alcanzar un tamaño aproximado de 650 mm.
Respecto al estado de conservación, se puede indicar que de acuerdo a la IUCN, esta especie puede catalogarse en la categoría «preocupación menor (LC)».